# Kimiya Sato

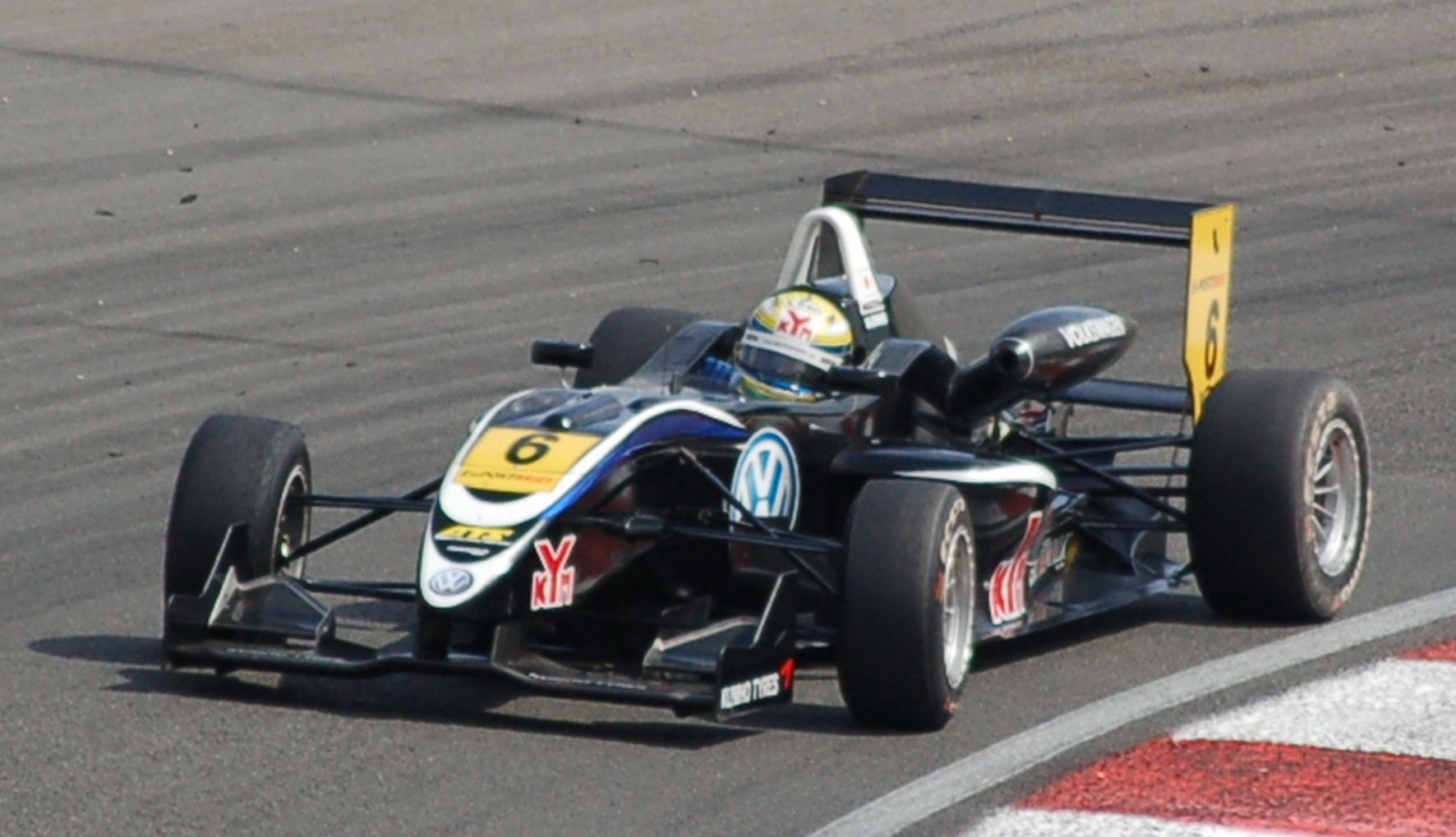
Kimiya Sato in Zandvoort, 2011.

Kimiya Sato (Japans: 佐藤 公哉, Sato Kimiya) (Hyōgo, 5 oktober 1989) is een Japans autocoureur. Zijn manager is voormalig Formule 1-coureur Taki Inoue.

## Carrière

### Formule BMW
Sato begon zijn autosportcarrière in 2004 in het karting. In 2006 stapte hij over naar het formuleracing, waar hij in de Formule BMW UK ging rijden voor het team Rowan Motorsport. Met twee vijfde plaatsen als beste resultaat eindigde hij op de elfde plaats in het kampioenschap met 37 punten. Hij eindigde achter Henry Arundel als tweede rookie in het kampioenschap.
In 2007 bleef Sato in de Formule BMW UK actief, waarin hij overstapte naar het team Nexa Racing. In de eerste race op het Croft Circuit behaalde hij zijn eerste overwinning in het kampioenschap. Uiteindelijk eindigde hij als vierde in het kampioenschap met 510 punten. Ook nam hij deel aan de Formule BMW World Final voor Team Loctite, waarin hij als dertiende eindigde.
In 2008 ging Sato rijden in zijn thuisland Japan in de Formule Challenge Japan. Hij eindigde hier achter Yuji Kunimoto als tweede in het kampioenschap met 171 punten. Ook nam hij deel aan één race in de Formule BMW Pacific voor Eurasia Motorsport.

### Formule 3
In 2009 stapte Sato over naar de Formule 3, waarbij hij in de nationale klasse van de All-Japan F3 ging rijden voor het Team Nova. In deze klasse behaalde hij drie overwinningen, waardoor hij achter Naoki Yamamoto als tweede in het kampioenschap eindigde met 89 punten.
In 2010 blijft Sato in de nationale klasse van de All-Japan F3 rijden voor Team Nova. Dat jaar behaalde hij slechts één overwinning in deze klasse, in de eerste race op de Fuji Speedway. Hierdoor eindigde hij als vierde in het kampioenschap met 43 punten. Ook nam hij voor Motopark Academy deel aan de Grand Prix van Macau, waarin hij als 24e eindigde.
In 2011 keert Sato terug naar Europa, waar hij in de Formule 3 Euroseries rijdt voor Motopark Academy. Door zijn deelname aan dit kampioenschap reed hij ook in de Formule 3 International Trophy. In de tweede race op het Circuit Park Zandvoort behaalde hij zijn enige overwinning in de Euroseries, waardoor hij als tiende in het kampioenschap eindigde met 86 punten. In de Trophy eindigde hij als negende met zeven punten. Ook nam hij deel aan de Masters of Formula 3 en de Grand Prix van Macau, waarin hij allebei als twaalfde eindigde.
In 2012 stapt Sato over naar het Duitse Formule 3-kampioenschap, waar hij gaat rijden voor Lotus (Motopark Academy). Hij behaalde in totaal vier overwinningen en twaalf podiumplaatsen, waardoor hij achter Jimmy Eriksson en Lucas Auer als derde in het kampioenschap eindigde met 281 punten.

### Auto GP
In 2013 stapte Sato over naar de Auto GP, waar hij voor het team Euronova Racing rijdt. Nadat hij een groot deel van het seizoen aan de leiding gaat, werd hij met vijf overwinningen en 213 punten tweede in het kampioenschap met 9 punten achterstand op Vittorio Ghirelli.
In 2014 keert Sato eenmalig terug in de Auto GP voor de seizoensopener op het Autodromo Nazionale Monza voor het team Euronova Racing.

### Formule 1
In 2013 maakte hij zijn Formule 1-debuut bij de Young Driver Test op het circuit van Silverstone bij het Sauber F1 Team, samen met Robin Frijns en Nico Hülkenberg.

### GP2 Series
In 2014 stapt Sato over naar de GP2 Series, waar hij naast mederookie Arthur Pic gaat rijden voor het terugkerende team Campos Racing.